# Konstantin Stoilow (Politiker)

Konstantin Stoilow

Konstantin Konstantinow Stoilow (bulgarisch: Константин Константинов Стоилов; * 23. September 1853 in Plowdiw; † 23. März 1901 in Sofia) war ein bulgarischer Politiker und zweimaliger Ministerpräsident.

## Leben

### Studium
Nach der Grundschule in Plowdiw beendete er 1871 die Schulausbildung am Robert College in Istanbul. 1877 absolvierte er sein Studium der Rechtswissenschaften an der Ruprecht-Karls-Universität Heidelberg, das er mit einer Promotion zum Doctor iuris abschloss. Zugleich wurde er zu einem Anhänger der Freimaurerei. Nach einem weiteren Studienjahr in Paris wurde er 1878 Richter am Appellationsgericht von Plowdiw. Im folgenden Jahr wurde er Privatsekretär und Chef des Politischen Kabinetts von Fürst Alexander I., dem Prinzen von Battenberg.

### Abgeordneter und Minister
Seine politische Laufbahn begann Stoilow unmittelbar nach der (eingeschränkten) Unabhängigkeit vom Osmanischen Reich am 8. Juli 1879. Zunächst wurde er 1879 erstmals zum Abgeordneten der Nationalversammlung gewählt, wo er seine konservativen Ansichten vertrat und der er bis 1881 eingehörte. Er sprach sich beispielsweise für die Einführung eines Zweikammerparlaments, d. h. einer Abgeordnetenkammer und eines nicht direkt vom Volke gewählten Senats aus. Diese Forderungen wurden aber von den Liberalen abgelehnt. Stoilow hatte Zweifel, inwieweit die bulgarische Öffentlichkeit politisch reif genug war, um wirklich demokratisch zu sein. Er war an der Erarbeitung der ersten bulgarischen Verfassung, der „Verfassung von Tarnowo“, beteiligt.
Als Alexander Battenberg in Bulgarien ankam, wurde Stoilow besonders beliebt beim jungen Fürsten, was nicht nur an seiner deutschen Ausbildung lag, sondern auch an seiner fürstentreue Haltung. Im Unterschied zu den Liberalen, die sich streng an der Verfassung hielten, und den Fürsten mit „Euer Gnade“ (СвѢтлост) ansprachen, nannte ihn Stoilow „Eure Majestät“ (Височѣство).
1880 wurde er vom Ministerpräsidenten Wassil Drumew und Fürst Alexander zum Außenminister und Religionsminister ernannt. Allerdings gab er dieses Amt bereits nach knapp einem Monat wieder ab. Am 26. Januar 1883 wurde er von Premier Leonid Sobolew erneut zum Außen- und Religionsminister ernannt, übte dieses Amt aber erneut nur für kurze Zeit bis zum 15. März 1883 aus. Am 13. September 1883 wurde er von Ministerpräsident Dragan Zankow zum Justizminister ernannt und war als solcher bis zum 12. Januar 1884 tätig.
1884 wurde er zum Abgeordneten der Nationalversammlung wiedergewählt. Dort vertrat er dann bis 1900 die Interessen der Konservativen Partei (bulg. Консервативната партия) und wurde zu einem der Gründer der Literarischen Gesellschaft. Trotz seines Abgeordnetenmandats war er als Freiwilliger während des Serbisch-Bulgarischen Krieges von 1885 bis 1886 Offizier im Stab von Fürst Alexander I.
Im Übergangskabinett von Petko Karawelow war er vom 24. bis zum 28. August 1886 wiederum für vier Tage Außen- und Religionsminister. Am 7. September 1886 wurde er dann erneut Justizminister und behielt dieses Amt bis zum 24. Dezember 1888 in den Kabinetten von Wassil Radoslawow und Stefan Stambolow sowie in seinem eigenen Kabinett mit der Volkspartei.

### Ministerpräsident 1887 und von 1894 bis 1899
Am 10. Juli 1887 wurde er von Fürst Ferdinand I. schließlich selbst zum Ministerpräsidenten ernannt. In seinem lediglich bis zum 1. September 1887 amtierenden Kabinett übernahm er neben dem Amt des Justizministers zugleich das Amt des Finanzministers.
In der Zwischenzeit war er einer der Hauptgegner der Politik von Ministerpräsident Stefan Stambolow.
Am 31. Mai 1894 wurde er von Fürst Ferdinand I. ein zweites Mal zum Ministerpräsidenten ernannt. Als solcher war er bis zum 13. November 1896 zugleich Innenminister sowie vom 25. September 1895 bis zum 22. Februar 1896 erneut Justizminister. Am 22. Februar 1896 übernahm er dann bis zum Ende seiner Amtszeit am 30. Januar 1899 auch wieder das Amt des Außen- und Religionsministers.
Seine Amtszeit war zum einen geprägt von einer Tolerierung der Aktivitäten der BMARK (Bulgarische Makedonisch-Adrianopeler Revolutionäre Komitees/Български Македоно-Одрински революционни комитети, einer Vorläuferorganisation der Innere Mazedonische Revolutionäre Organisation, IMRO) und insgesamt von einer liberaleren Politik gegenüber Makedonien und Thrakien. Zum anderen kam es zu einer gerechteren Behandlung der bulgarischen Juden. Bereits als Anwalt war er 1890 als Verteidiger von Juden aus Wraza gegen Ritualmord-Anschuldigungen tätig. Darüber hinaus wurden während seiner Amtszeit umfangreiche Wirtschaftsgesetze verabschiedet.
Auch nach seinem Rückzug aus der Politik blieb er bis zu seinem Tod eine einflussreiche politische Persönlichkeit.